# Museo della civiltà contadina Valle dell'Aniene
Il Museo della Civiltà Contadina Valle dell'Aniene è sito nel Castello Brancaccio del borgo di Roviano, in provincia di Roma.
Il museo è organizzato per sale tematiche ed espone circa 2000 oggetti di cultura materiale a carattere storico e demo-etnoantropologico. Queste testimonianze provengono per la quasi totalità da donazioni private da parte di cittadini di Roviano e di quasi tutti i paesi della Valle dell’Aniene.

## Storia del Museo
Il Museo della Civiltà Contadina è il primo museo del Lazio a conservare ed esporre oggetti demo-etnoantropologici.
Il primo allestimento fu inaugurato nel 1980 grazie alla partecipazione del comune di Roviano, dei giovani della Consulta Giovanile, della Regione Lazio, del Museo Nazionale delle Arti e Tradizioni Popolari di Roma e dei cittadini e delle scuole dei paesi della Valle dell'Aniene.
La storia del museo rovianese ha inizio il 16 novembre 1975 quando l'amministrazione comunale istituisce il Museo ai sensi della legge regionale n°76. Fu grazie alla passione di Artemio Tacchia, insegnante rovianese e studioso della storia e delle tradizioni della Valle, che si riuscì a ricostruire relazioni e raccogliere oggetti per il nuovo museo. Infatti, nel 1975, quattro comuni della Valle si unirono per formare un Consorzio Culturale con l'obiettivo di programmare più precisamente scopi e gestione del costituendo museo. Negli anni successivi, altri cinque comuni parteciperanno a questo consorzio che durerà fino al 1985. Nello stesso periodo, un gruppo di giovani laureati in antropologia culturale, etnologia e paletnologia si riunirono in un coordinamento presso l'Istituto di Paletnologia dell'Università degli Studi di Roma "La Sapienza"  e, insieme a storici, storici dell'arte, paleografi e architetti, iniziarono a fare ricerca e ad occuparsi in modo sistematico dei musei della Valle.
Nel 1980, anno di inaugurazione del museo, questo coordinamento interdisciplinare si consolida dando origine alla "Cooperativa Interdisciplinare per i Beni Culturali e Ambientali (CIBCA)", in convenzione con il Comune di Roviano. L'11 maggio 1980, per la prima volta la CIBCA e il Centro Culturale Pubblico Polivalente / Consorzio Valle dell’Aniene organizzarono la mostra "Foto, documenti, testimonianze sulla cultura materiale, il lavoro, la storia. Per la costruzione del Museo della civiltà contadina Valle dell’Aniene", presentando i primi risultati di uno studio avviato nel 1979 e che costituirono il primo nucleo espositivo del Museo.
La mostra fu accompagnata da un convegno, ospitato nel Castello Brancaccio, e riscosse un notevole successo nella popolazione. L'impegno e le iniziative della Cooperative continuarono finché, in modo del tutto inatteso, nel 1981 la nuova amministrazione del comune di Roviano ruppe la convenzione e bloccò ogni attività di ricerca. Malgrado ciò, in qualche occasione speciale sono stati organizzati eventi culturali al di fuori paese, come ad esempio nel 1982 la mostra sulla cultura alimentare organizzata con il patrocinio della Fao presso il Museo del Folklore e dei Poeti Romaneschi a Trastevere, oggi Museo di Roma in Trastevere e, nel 1984, nell'ambito della mostra "Eurodrink. Dalla terra alla tavola" presso il Museo nazionale delle arti e tradizioni popolari Lamberto Loria di Roma. Successivamente non fu possibile organizzare nuovamente iniziative di questo genere e il museo finì in uno stato di semi abbandono, portando persino alla scomparsa di alcuni oggetti.
Nel 1990, grazie nuovamente all'insegnante Artemio Tacchia, ebbe inizio una nuova fase di interventi attraverso la raccolta di oggetti da esporre, il restauro di quelli esistenti e la ripulitura del museo stesso. I suoi studenti e la comunità territoriale furono parte attiva di questo progetto che portò alla creazione di un nuovo itinerario di visita e di conseguenza alla riapertura del museo nel piccolo oleificio. La maggior parte degli oggetti attualmente esposti risale a questo periodo e si tratta per lo più di libere donazioni, non solo di rovianesi, ma anche di abitanti di Castel Madama, Vicovaro, Anticoli Corrado, Arsoli, Riofreddo, Agosta, Cervara di Roma, Subiaco, Affile, Filettino, Canterano e altri paesi fino alla Valle D'Aosta. Va sottolineato che i veri protagonisti della rinascita del museo furono i bambini che, grazie al loro entusiasmo, fecero riavvicinare con maggiore consapevolezza le proprie famiglie agli oggetti conservati in esso, e a cui essi stessi contribuirono per l la pulitura, il restauro e la raccolta di oggetti.
Nel 1995, il Comune approva il regolamento di gestione e, nel 1999, direzione ed allestimento vengono affidati alla dott.ssa Ilaria Candeloro, esperta di antropologia museale. Nell'ottobre del 2001, il museo entra a far parte del sistema MedAniene e la sua sede fu spostata dal piccolo oleificio, oggi sede della biblioteca comunale, al Castello Brancaccio. Nel Museo è presente anche un Centro di Documentazione, previsto fin dalla prima progettazione, che si compone di documenti sonori, video e fotografie per dare la possibilità a ricercatori e visitatori di approfondire i temi che riguardano la collezione.
Dal 2015, il Museo della Civiltà Contadina Valle dell'Aniene è sotto la direzione dell'etnomusicologo Emiliano Migliorini.

## La collezione
Il Museo della Civiltà Contadina Valle dell’Aniene conserva una collezione di oggetti di cultura materiale a carattere storico e demo-etnoantropologico che racconta spaccati della vita quotidiana, religiosa, lavorativa della realtà territoriale di Roviano e della Media Valle dell’Aniene e il loro legame con le tradizioni locali.
L’allestimento è articolato in 12 percorsi tematici all'interno delle sale del Castello Brancaccio (il territorio; il castello; identità del museo, identità della valle; religiosità; la cultura dei
minatori; saperi artigiani, il canestro; la pastorizia; lo scambio: vie, modi, prodotti; la lavorazione della terra; la coltivazione dell’olivo e della vite; mondo domestico e famiglia; la canapa; l’infanzia e la scuola.

### Piano terra
In questo settore del museo si trovano le sezioni inerenti alla storia del territorio circostante e del castello e legate all'identità del museo e della Valle. Inoltre, vengono trattati le tematiche della religiosità della comunità, della cultura dei minatori e dei saperi artigiani.

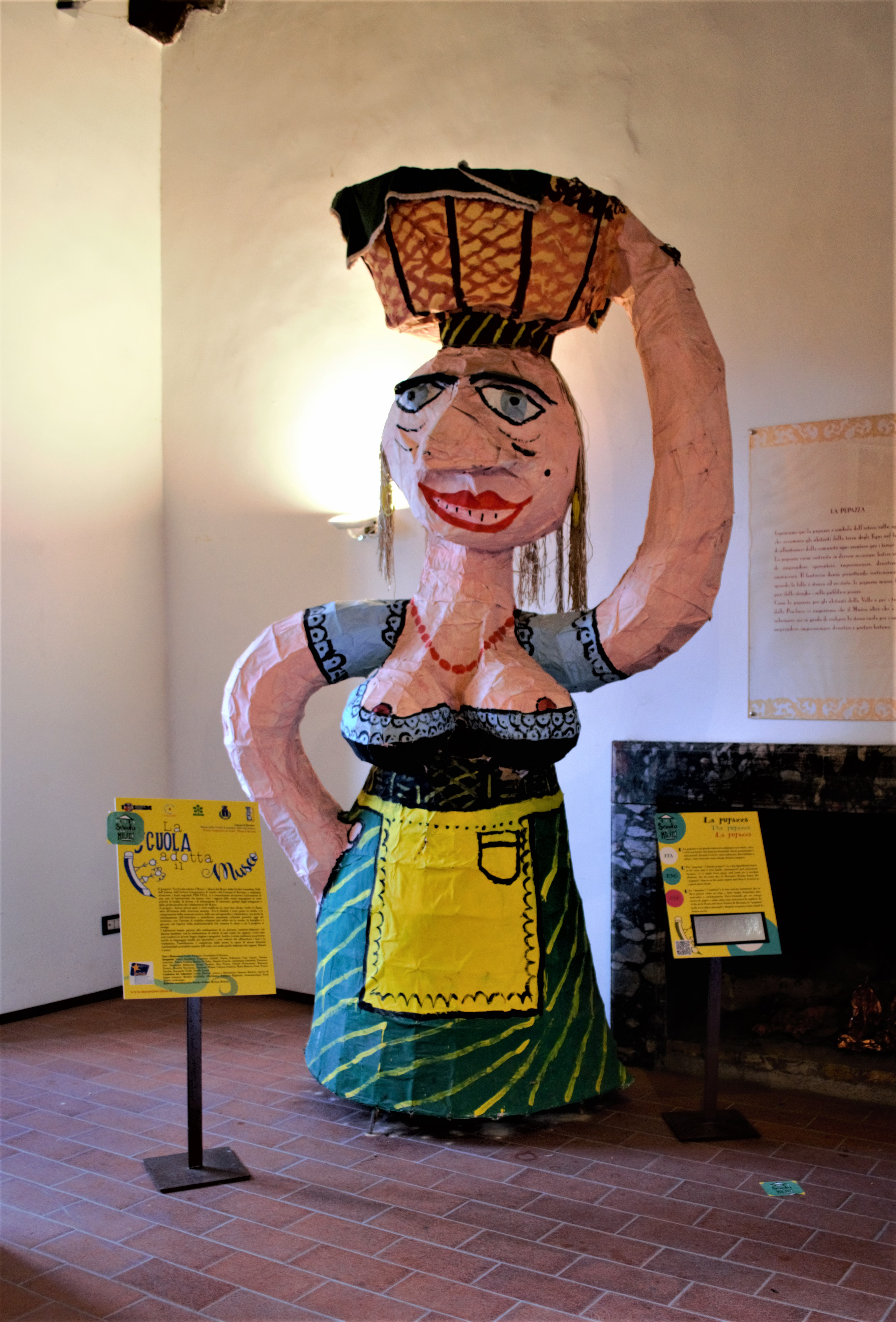
La Pupazza, tipico fantoccio rovianese dalle fattezze femminili

Nella prima sala si trova un grande fantoccio dalle fattezze femminili legato alle locali feste di fine estate, la Pupazza. Costruita da un’intelaiatura di canne, bastoni e fil di ferro e ricoperta da giornali e manifesti, la Pupazza viene fatta ballare in piazza grazie ad un manovratore che opera al suo interno. Alla fine della festa viene bruciata al centro della piazza,  davanti ai cittadini che ne traggono spesso auspici per il nuovo anno.
Il percorso continua affrontando l'aspetto religioso della comunità: rosari, ex-voto e paramenti sacri sono esposti all’interno dell’antica cappella privata del castello, decorata con affreschi del 1500, e rappresentano le diverse devozioni legate alla Valle dell’Aniene: in particolare i pellegrinaggi al Santuario della Santissima Trinità di Vallepietra e per Sant’Anna. Nelle sale successive si trovano spazi dedicati agli ambienti lavorativi e di vita quotidiana, come ad esempio la sala dedicata al lavoro in miniera, dove è presente la ricostruzione del contesto lavorativo con gli oggetti ad esso connessi.

### Primo piano
Le tematiche trattate al primo piano del museo sono la pastorizia, le vie e le modalità dei prodotti di scambio, la lavorazione della terra, la coltivazione dell’olivo e della vite, il mondo domestico, l’infanzia e la scuola e i vari utilizzi della fibra di canapa.
Sono molti gli oggetti legati al sapere del mondo artigiano e contadino, visibili all'interno di ricostruzioni degli ambienti lavorativi. Alcuni esempi sono l'esposizione di diverse tipologie di aratri, da quelli in legno a quelli in ferro, di diversi strumenti di lavoro legati alla coltivazione della terra , dell'olio e della vite, alla mietitura e alla lavorazione del legno e del cuoio.
L'esposizione tratta inoltre temi fondamentali della vita quotidiana: la vita domestica e l’infanzia. In queste sezioni si trovano oggetti casalinghi con diverse destinazioni d’uso ,come ad esempio l’arca, una cassa decorata utilizzata per contenere grano, orzo, ma anche pane e biancheria. La particolarità di questo oggetto è quella di essere stata costruita senza l'utilizzo di chiodi, con i diversi pezzi incastrati fra loro: ciò la rendeva facile da smontare, trasportare e rimontare. In una di queste sale è presente un focolare, centro della vita domestica e contadina.
La sala dedicata alla fibra di canapa è rappresentativa di un momento importante della vita delle donne. Infatti, vi sono esposti gli strumenti utilizzati per la tessitura e la lavorazione di questa fibra e alcuni degli indumenti realizzati artigianalmente dalle donne della comunità.

Infine, la sala dedicata all’infanzia presenta un allestimento particolare: ricostruisce un’aula didattica con gli elementi legati alla scuola, come i banchi e il pallottoliere, posizionati sulla parete. L’infanzia, oltre che dalla scuola, è rappresentata anche da giochi quali biglie, bambole di pezza e un cavalluccio a dondolo.

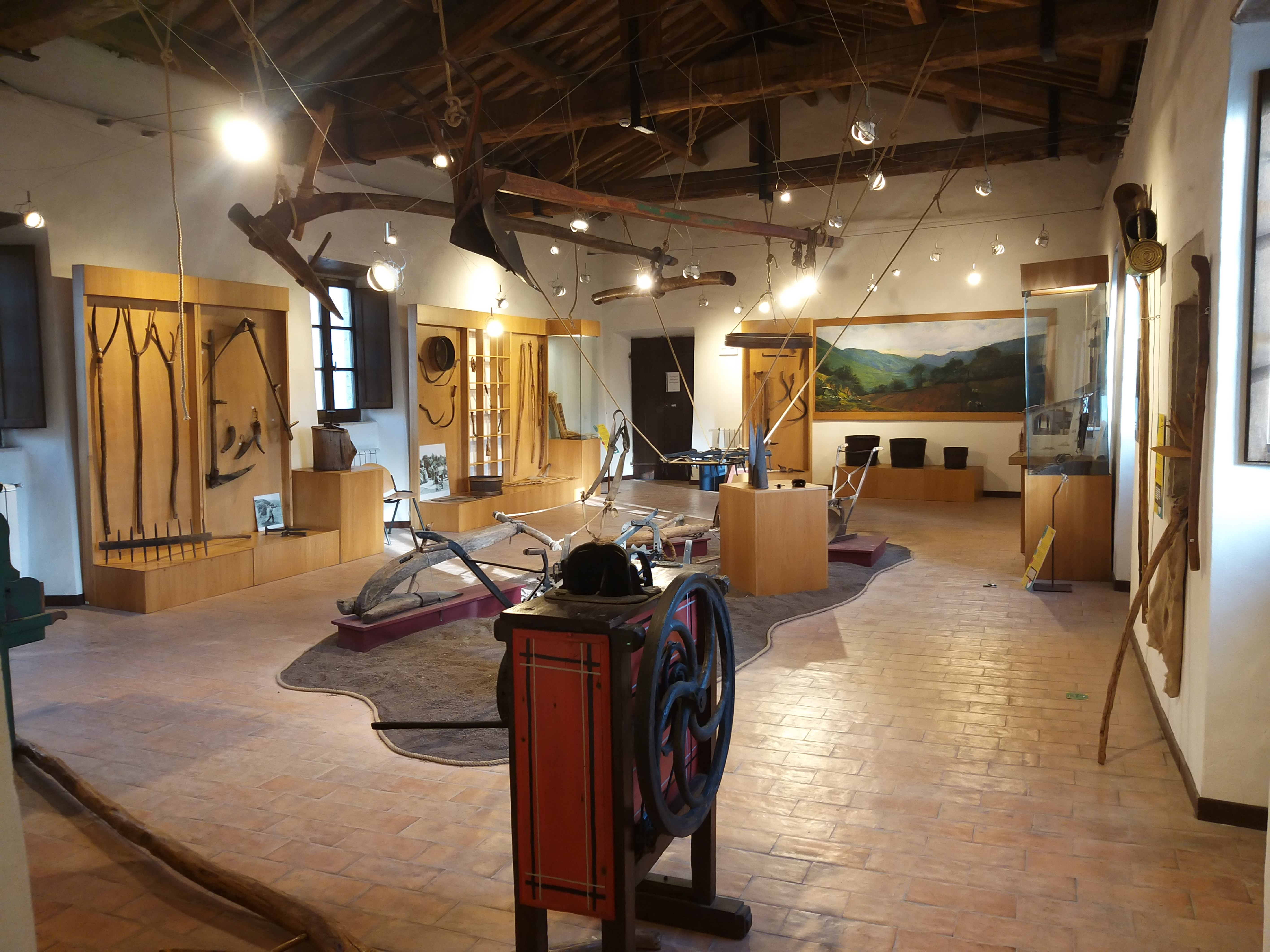
La lavorazione della terra, esposizione aratri
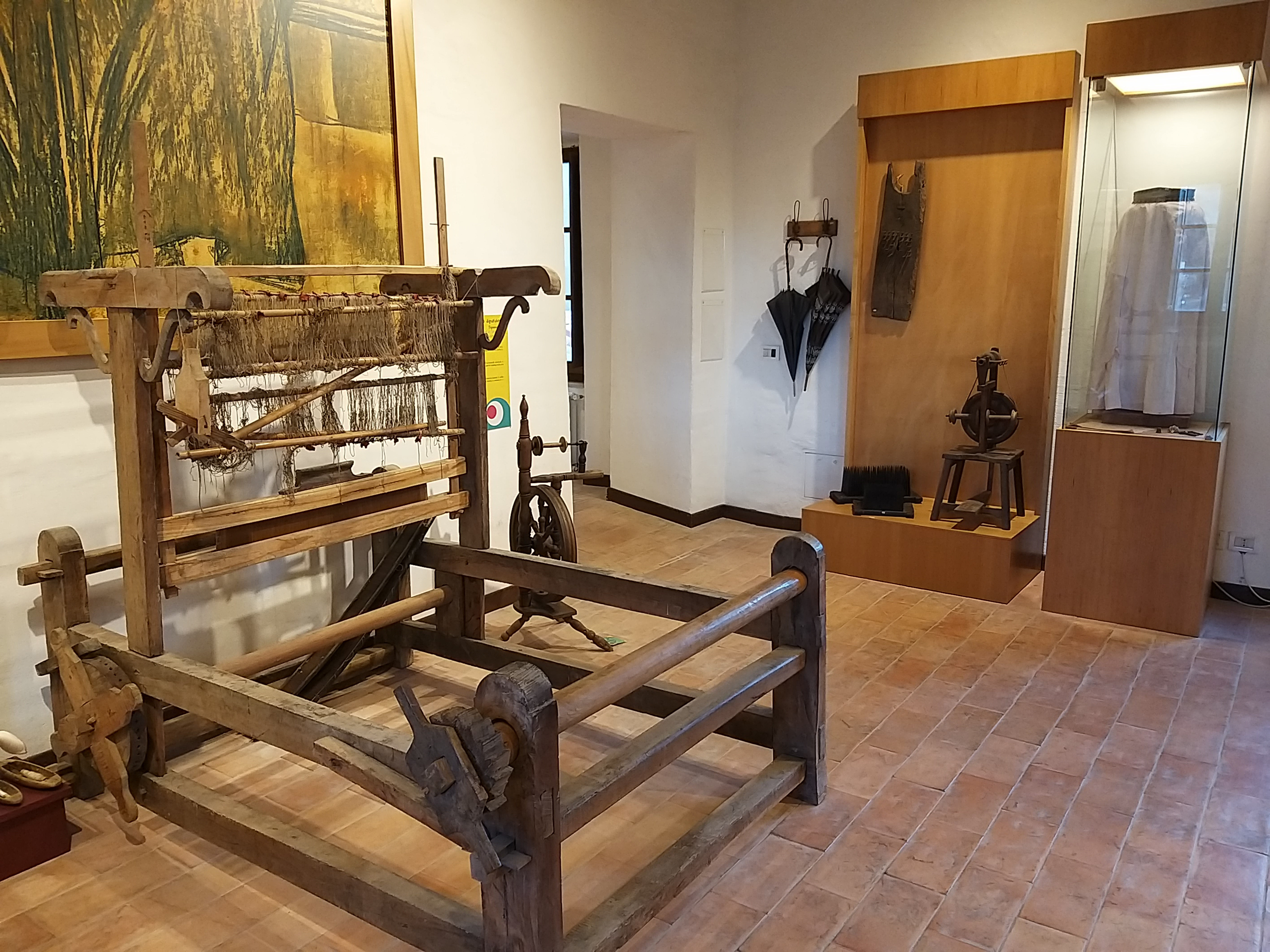
Sala della lavorazione della canapa
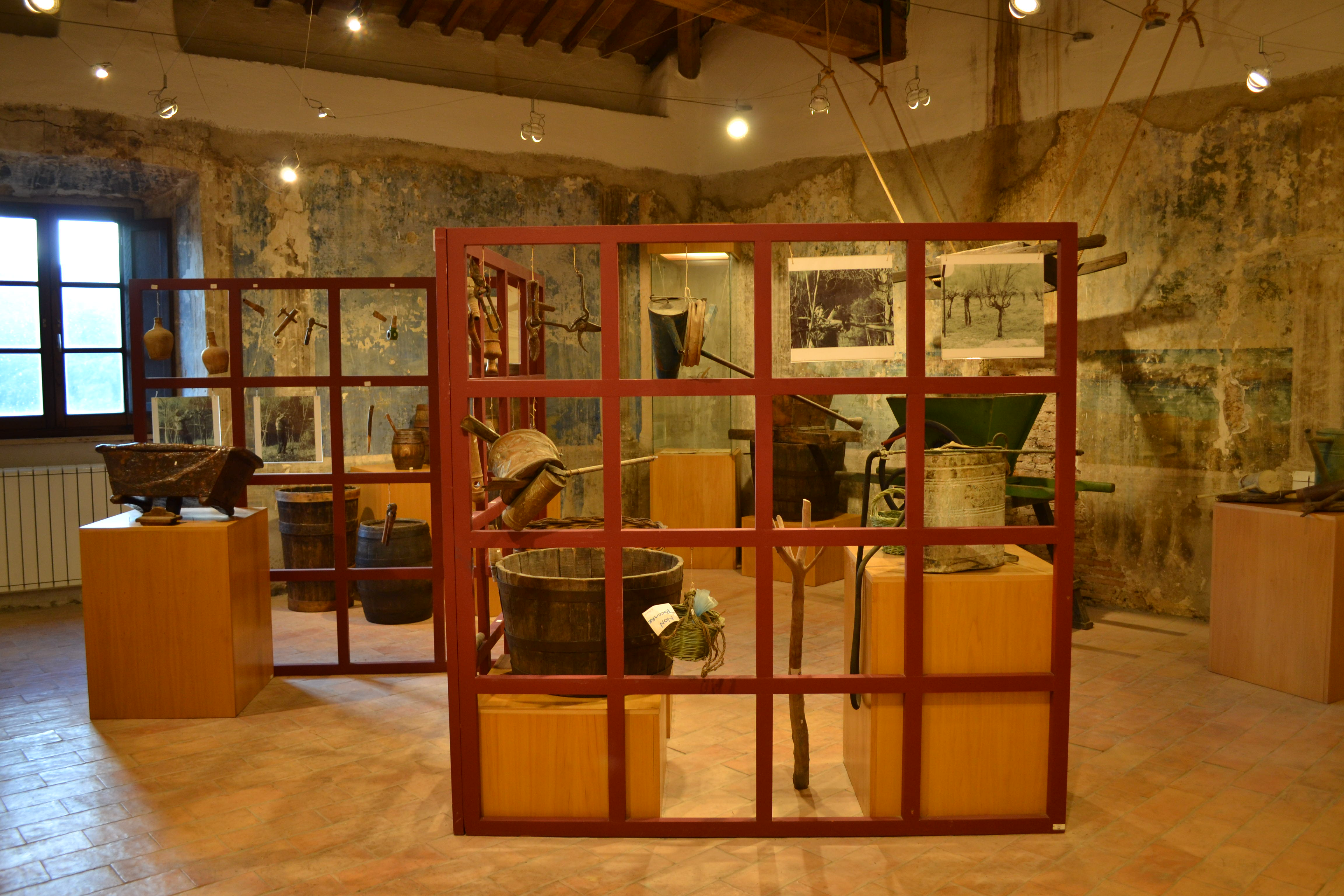
Le colture della vite e dell'olivo
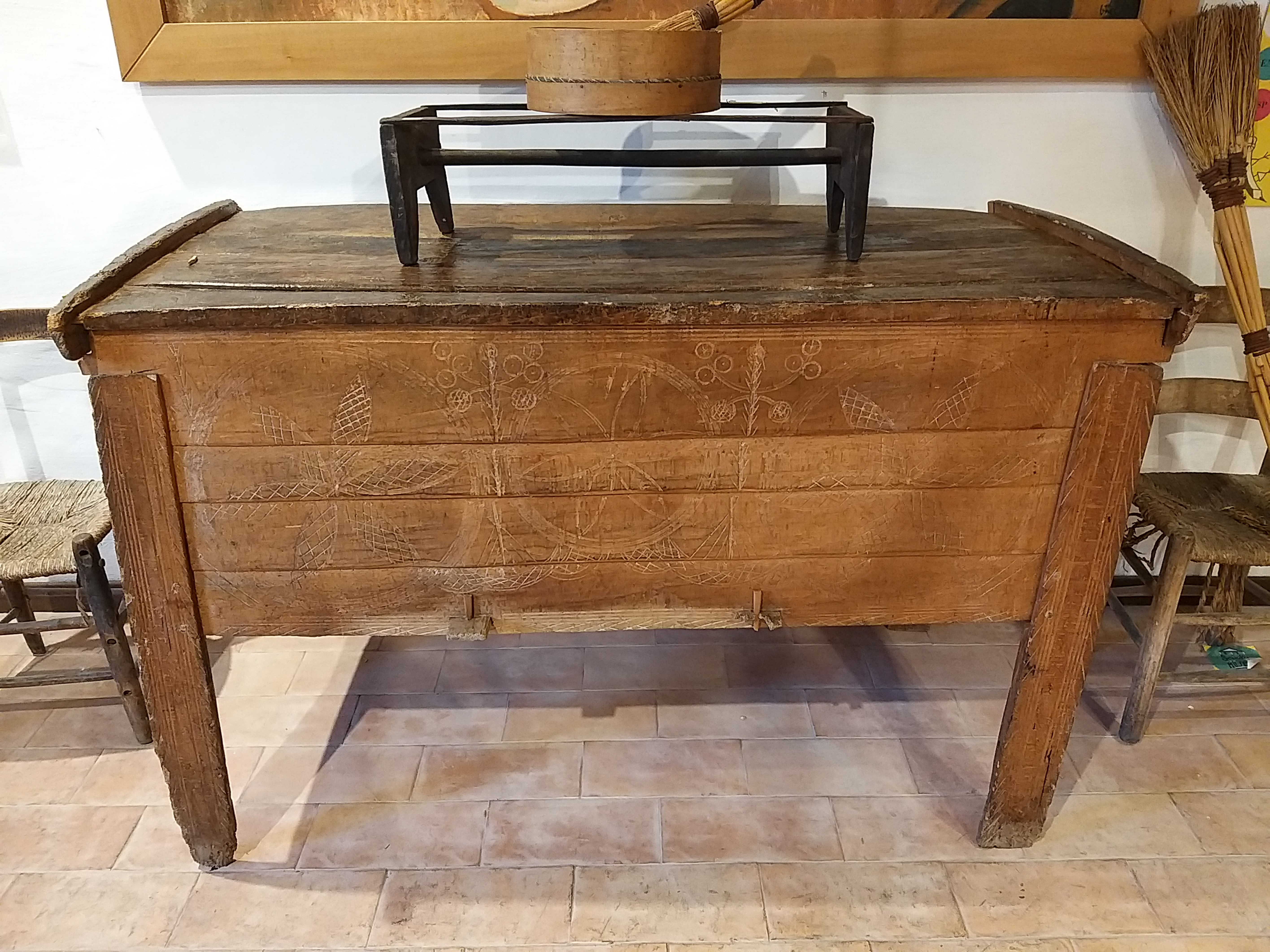
Il mondo domestico - La famiglia, L'Arca.

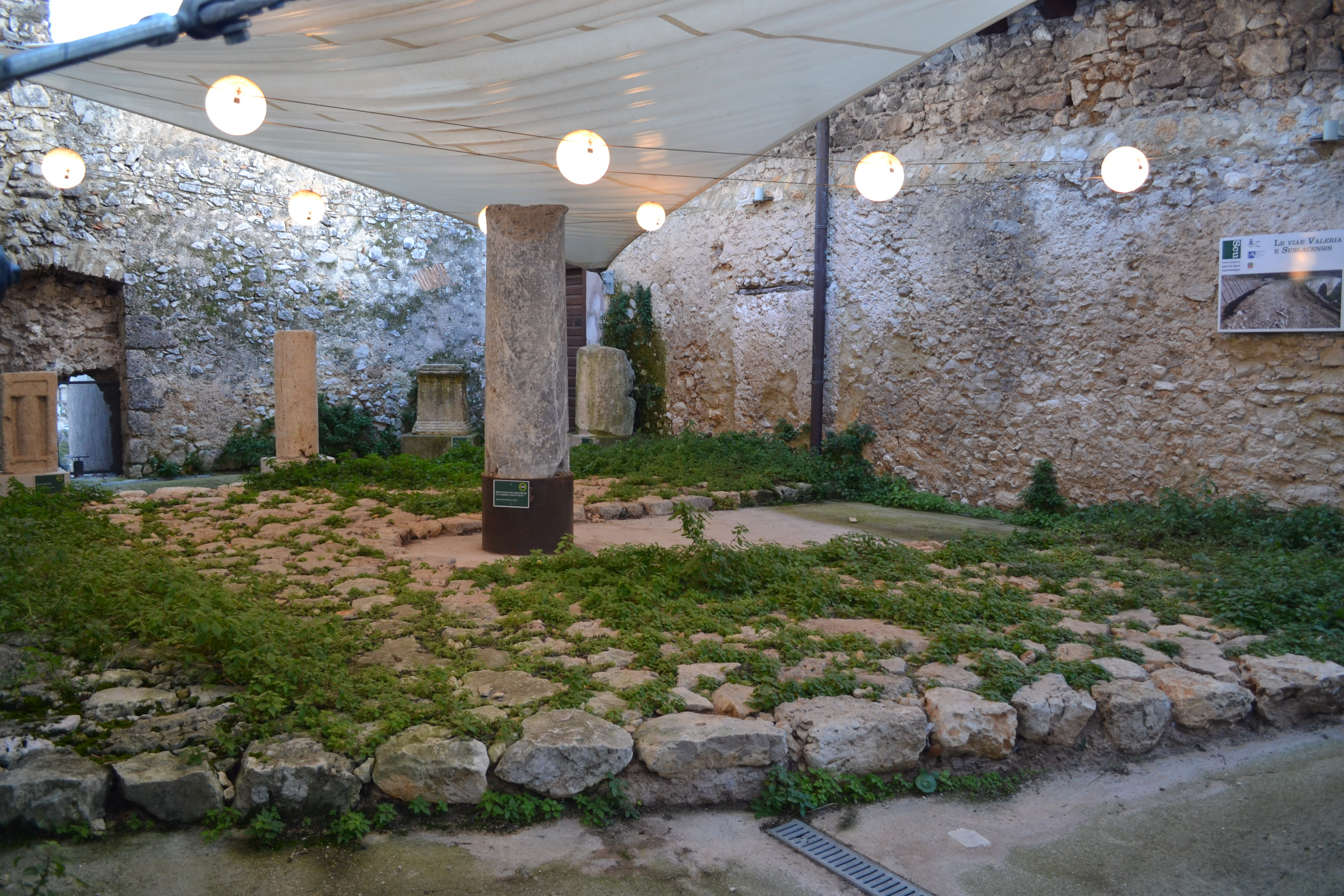
Cippi e colonne Via Valeria e Sublacense

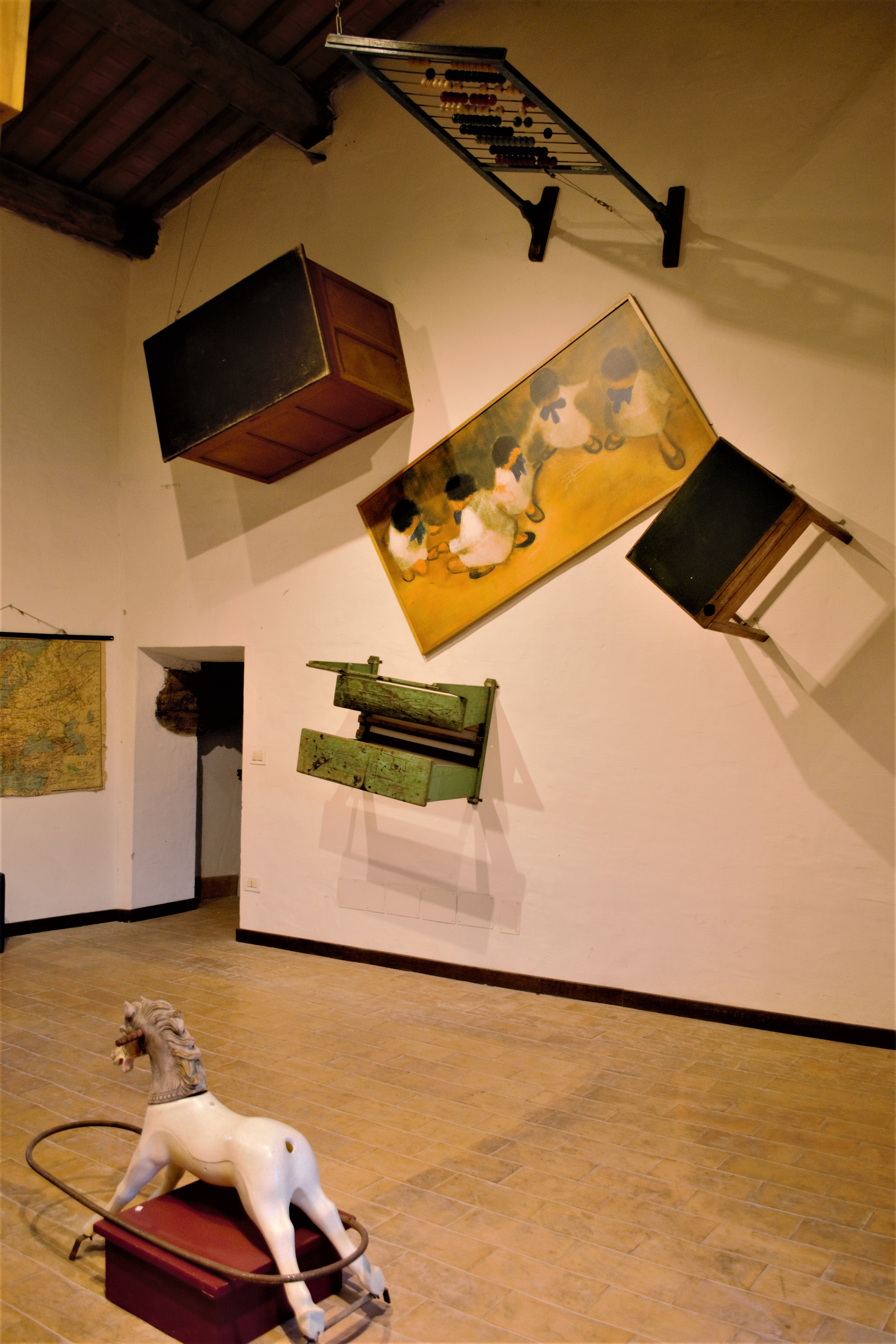
Sala dell'Infanzia

### Cortile interno
Nel museo è presente una sezione archeologica posta in due aree accessibili dal cortile interno: la sala degli Acquedotti Aniensi, dove si trovano tre cippi in calcare con iscrizioni che rimandano alla storia degli acquedotti romani dell’area, e la sala della Via Valeria e Sublacense, dove l’allestimento ricostruisce una parte della Via ed è possibile osservare cippi miliari e resti rinvenuti durante gli scavi.